# Idealny facet dla mojej dziewczyny
Idealny facet dla mojej dziewczyny – polski film komediowy z 2009 w reżyserii Tomasza Koneckiego, na podstawie scenariusza Andrzeja Saramonowicza. W głównych rolach wystąpili Marcin Dorociński i Magdalena Boczarska. Zdjęcia powstały w Warszawie i Częstochowie w okresie od 5 sierpnia do 4 października 2008.

## Obsada
- Bronisław Wrocławski − jako ojciec Leon Wodzień, dyrektor Radia Zawsze Dziewica, brat Marii i Teresy, wuj Kostka
- Marcin Dorociński − jako Kostek Chmurski, kompozytor
- Magdalena Boczarska − jako Luna – instruktorka krav magi, dziewczyna Klary i wreszcie żona Kostka
- Izabela Kuna − jako Klara Rojek
- Tomasz Karolak − jako Norbert Plesica
- Krzysztof Globisz − jako profesor Ryszarda Katzówna będąca wcześniej przed zaangażowaniem w ruch feministyczny mężczyzną, prawdziwy ojciec Konstantego
- Daniel Olbrychski − jako doktor Gebauer
- Danuta Stenka − dwie role: jako Teresa Wodzień, ciotka Kostka; jako Maria Chmurska – siostra Teresy i Leona, matka Kostka
- Maria Seweryn − jako Inga Wawras, reżyserka filmu, w którym mają zagrać Kostek i Luna
- Wojciech Zieliński − jako Szymon Mrówka
- Tomasz Kot − jako aktor porno
- Magdalena Różczka − jako Kasia Sakowska
- Dominika Kluźniak − jako naczelna "Biby!"
- Mateusz Janicki − jako seksowny doktorant
- Rafał Rutkowski − jako ojciec Kajetan
- Ewelina Paszke − jako posłanka
- Kuba Wojewódzki − jako aktor porno
- Kinga Preis − jako Plesicowa
- Anna Grycewicz − jako Anna Mrówka
- Maciej Kozłowski − jako Antoni Chmurski
- Natalia Rybicka − jako dziewica
- Ada Fijał − jako feministka z toalety
- Bartłomiej Topa − jako strażnik w telewizji

i inni

## Nagrody
Film otrzymał następujące nagrody
- 2009 Festiwal Europejskich Filmów Komediowych w Mladej Boleslav – Nagroda dla Najlepszego Filmu Europejskiego (Tomasz Konecki)
- 2009 Nagroda Stowarzyszenia "Kina Polskie" – Srebrny Bilet